# Древицкий, Иван Яковлевич
Иван Яковлевич Древицкий (2 января 1854, с. Григорьевка, Бахмутский уезд — 7 февраля 1912, Таганрог) — российский промышленник, основатель Азово-Черноморского пароходства, потомственный почётный гражданин.

## Биография
Родился в 1854 году в селе Григорьевка Бахмутского уезда, в крестьянской семье. Получив первоначальное образование в начальной школе, вступил в работу своего отца по созиданию крупного состояния.
В 1909 году выкупил пароходы Волго-Донского общества и занялся пароходством на Азовском море. В 1910 году его пароходы принимали участие в воинских перевозках Российской империи. И.Я. Древицкому принадлежали пристань и агентство в Таганрогском порту, пристань в Ростове-на-Дону на ул. Береговой по Таганрогскому спуску.
Имел 7 орденов, главным образом за постройку церквей. Отличался широкой благотворительностью. Был членом Таганрогской городской управы, Таганрогского биржевого купеческого общества, распорядительного комитета Таганрогского общества призрения неимущих и помощи нуждающимся, Общества для вспомоществования бедным воспитанникам и воспитанницам таганрогских гимназий.
Проживал в Таганроге в собственном доме по адресу Николаевская улица, 21 (ныне ул. Фрунзе, 23).
Похоронен Иван Яковлевич Древицкий в Таганроге, на старом городском кладбище.
После смерти имущество состояло из 11 пароходов, которые были проданы новороссийскому купцу Андрейсу Леопольду Лукичу.

## Семья
- Отец: Яков Иванович Древицкий — помощник Джона Юза в выборе места строительства металлургического завода Новороссийского общества каменноугольного, железного, стального и рельсового производств[6].
- Жена: Ксения Михайловна.
- Дети:
  - сыновья — Яков (род. 1881) — пионер автомобильного дела в России[6], Николай (род. 1886), Сергей (род. 1890), Илья (род. 1895);
  - дочери — Александра, Мария, Анна.
- Домарадский, Игорь Валерианович: правнук, советский и российский биохимик и микробиолог, доктор медицинских (1956) и биологических (1972) наук, академик РАМН и РАЕН.[1].